# 4209
«Таджикистан-4209» — опытный местно-сельский советский автобус малого класса.

## История
Автобус 4209 разработал по заказу министерства среднего машиностроения СССР в 1988 — 1990 годы львовский Всесоюзный конструкторско-экспериментальный институт автобусостроения (ВКЭИавтобуспром). Руководителем разрабатывавших автобус коллектива специалистов являлся Я. Д. Галькевич, ведущим конструктором проекта являлся С. В. Войткив. Первый предсерийный образец автобуса был изготовлен специалистами экспериментального цеха ВКЭИ в 1990 году.
Освоить серийное производство нового автобуса предполагалось на Чкаловском автобусном заводе (Таджикская ССР) под наименованием «Таджикистан-4209» и Тульском автобусном заводе в селе Товарково Тульской области (последний входил в состав автобусостроительного концерна «Автрокон»), однако серийное производство начато не было, оба предприятия не собрали ни одного автобуса.

## Описание
Автобус 4209 относится к категории высокопольных автобусов малого класса (высота уровня пола составляет 1055 мм). Построен по рамно-раздельной схеме на шасси дизельного грузовика ЗИЛ-4333.
Основными элементами конструкции являются рамное шасси и цельнометаллический сварной кузов, который имеет короткокапотную компоновку (двигатель частично расположен в салоне). Ёмкость багажного отсека — 1,4 м³.
Конструкция в значительной степени унифицирована с опытным автобусом среднего класса 42091 (построенном на шасси ЗИЛ-4331); лобовое стекло взято от автобуса ПАЗ-3205; два гидравлических телескопических амортизатора - от МАЗ-500; боковые и задние окна, пассажирская дверь и вентиляционные люки взяты от автобуса ЛАЗ-4207.
Коробка переключения передач - механическая 8-ступенчатая.
Пассажирская дверь одностворчатая, шириной 810 мм.
Ёмкость топливного бака — 170 литров (что обеспечивает запас хода в 900 км по автодороге с твёрдым покрытием).
Шины 260-508R.